# Masonia affinis
Masonia affinis är en fjärilsart som beskrevs av Reitti 1853. Masonia affinis ingår i släktet Masonia och familjen säckspinnare. Inga underarter finns listade i Catalogue of Life.